# Saitama Ageo Medics 2018-2019
Questa voce raccoglie le informazioni riguardanti le Saitama Ageo Medics nella stagione 2018-2019.

## Organigramma societario
Area direttiva
- Presidente: Yuichi Mori

Area tecnica
- Allenatore: Toshiaki Yoshida
- Assistente allenatore: Kengo Minowa, Keiko Hara, Takayuki Minowa, Saori Arita

## Rosa
| N° | Nome            | Ruolo | Data di nascita   | Nazionalità sportiva |
| -- | --------------- | ----- | ----------------- | -------------------- |
| 3  | Alyja Santiago  | C     | 20 gennaio 1996   | Filippine            |
| 7  | Akane Yamagishi | L     | 8 gennaio 1991    | Giappone             |
| 8  | Ayaka Matsumoto | C     | 26 dicembre 1988  | Giappone             |
| 9  | Mami Miura      | C     | 21 luglio 1993    | Giappone             |
| 10 | Yūka Satō       | S     | 24 gennaio 1994   | Giappone             |
| 11 | Kyōko Aoyagi    | S     | 16 dicembre 1991  | Giappone             |
| 13 | Misaki Inoue    | P     | 8 settembre 1994  | Giappone             |
| 17 | Katarina Barun  | O     | 1º dicembre 1983  | Croazia              |
| 19 | Yuki Araki      | S     | 22 maggio 1991    | Giappone             |
| 20 | Yūko Maruyama   | C     | 17 settembre 1989 | Giappone             |
| 21 | Miko Sasaki     | S     | 25 maggio 1999    | Giappone             |
| 22 | Ami Wakamatsu   | S     | 26 giugno 1999    | Giappone             |
| 23 | Risa Omuro      | L     | 4 novembre 1995   | Giappone             |
| 24 | Shuri Yamaguchi | C     | 2 settembre 1998  | Giappone             |
| 25 | Nonoka Yamazaki | P     | 9 settembre 1998  | Giappone             |
| 26 | Miyuki Horie    | S     | 12 ottobre 1998   | Giappone             |
| 27 | Mako Shina      | S     | 6 agosto 1999     | Giappone             |
| 28 | Miku Iwasawa    | L     | 13 ottobre 1999   | Giappone             |
| 29 | Yuri Yoshino    | S     | 16 dicembre 1999  | Giappone             |

## Statistiche

### Statistiche dei giocatori
| Giocatrice   | V.League Division 1 | V.League Division 1 | V.League Division 1 | V.League Division 1 | V.League Division 1 |
| Giocatrice   | P                   | PT                  | AV                  | MV                  | BV                  |
| ------------ | ------------------- | ------------------- | ------------------- | ------------------- | ------------------- |
| K. Aoyagi    | 26                  | 124                 | 81                  | 28                  | 15                  |
| Y. Araki     | 20                  | 27                  | 22                  | 2                   | 3                   |
| K. Barun     | 27                  | 638                 | 558                 | 51                  | 29                  |
| M. Horie     | 27                  | 277                 | 254                 | 10                  | 13                  |
| M. Inoue     | 27                  | 56                  | 20                  | 18                  | 18                  |
| M. Iwasawa   | 8                   | 0                   | 0                   | 0                   | 0                   |
| Y. Maruyama  | 18                  | 28                  | 24                  | 4                   | 0                   |
| A. Matsumoto | 19                  | 8                   | 6                   | 1                   | 1                   |
| M. Miura     | 23                  | 15                  | 7                   | 5                   | 3                   |
| R. Omuro     | 21                  | 0                   | 0                   | 0                   | 0                   |
| A. Santiago  | 27                  | 316                 | 242                 | 53                  | 21                  |
| M. Sasaki    | ?                   | ?                   | ?                   | ?                   | ?                   |
| Y. Satō      | 13                  | 9                   | 9                   | 0                   | 0                   |
| M. Shina     | 9                   | 5                   | 5                   | 0                   | 0                   |
| A. Wakamatsu | 7                   | 10                  | 9                   | 1                   | 0                   |
| S. Yamaguchi | 26                  | 50                  | 44                  | 5                   | 1                   |
| A. Yamagishi | 27                  | 0                   | 0                   | 0                   | 0                   |
| N. Yamazaki  | 27                  | 4                   | 1                   | 3                   | 0                   |
| Y. Yoshino   | 27                  | 274                 | 229                 | 28                  | 17                  |

P = presenze; PT = punti totali; AV = attacchi vincenti; MV = muri vincenti; BV = battute vincenti

NB: Non sono disponibili i dati relativi alla Coppa dell'Imperatrice, al Torneo Kurowashiki e di conseguenza quelli totali